# Daniel Duval
Daniel Georges Duval, född 28 november 1944 i Vitry-sur-Seine, Île-de-France, död 10 oktober 2013 i Paris, var en fransk skådespelare, manusförfattare och filmregissör.

## Filmografi (urval)
- 1976 – Skuggan av en chans (manus och regi)
- 1979 – Utbrytningen (manus, regi och roll)
- 1983 – Effraction (manus och regi)
- 1996 – Kommer det att snöa till jul? (roll)
- 2003 – Vargens tid (roll)
- 2004 – Fiender emellan (roll)
- 2005 – Dolt hot (roll)
- 2005 – Tiden som finns kvar (roll)
- 2007 – En lanthandel i Provence (roll)
- 2009 – District 13: Ultimatum (roll)
- 2010 – Vackra lögner (roll)